# Bermuda
Bermuda ist ein britisches Überseegebiet im Atlantik, das aus den Bermudainseln besteht. Ihren Namen erhielten sie nach ihrem Entdecker, dem spanischen Seefahrer Juan de Bermúdez. Bermuda befindet sich ungefähr 1050 Kilometer ostsüdöstlich von Cape Hatteras und etwa 1500 Kilometer nördlich von Puerto Rico. Das nach ihm benannte Bermudadreieck hat hier seine Nordspitze.

## Geographie

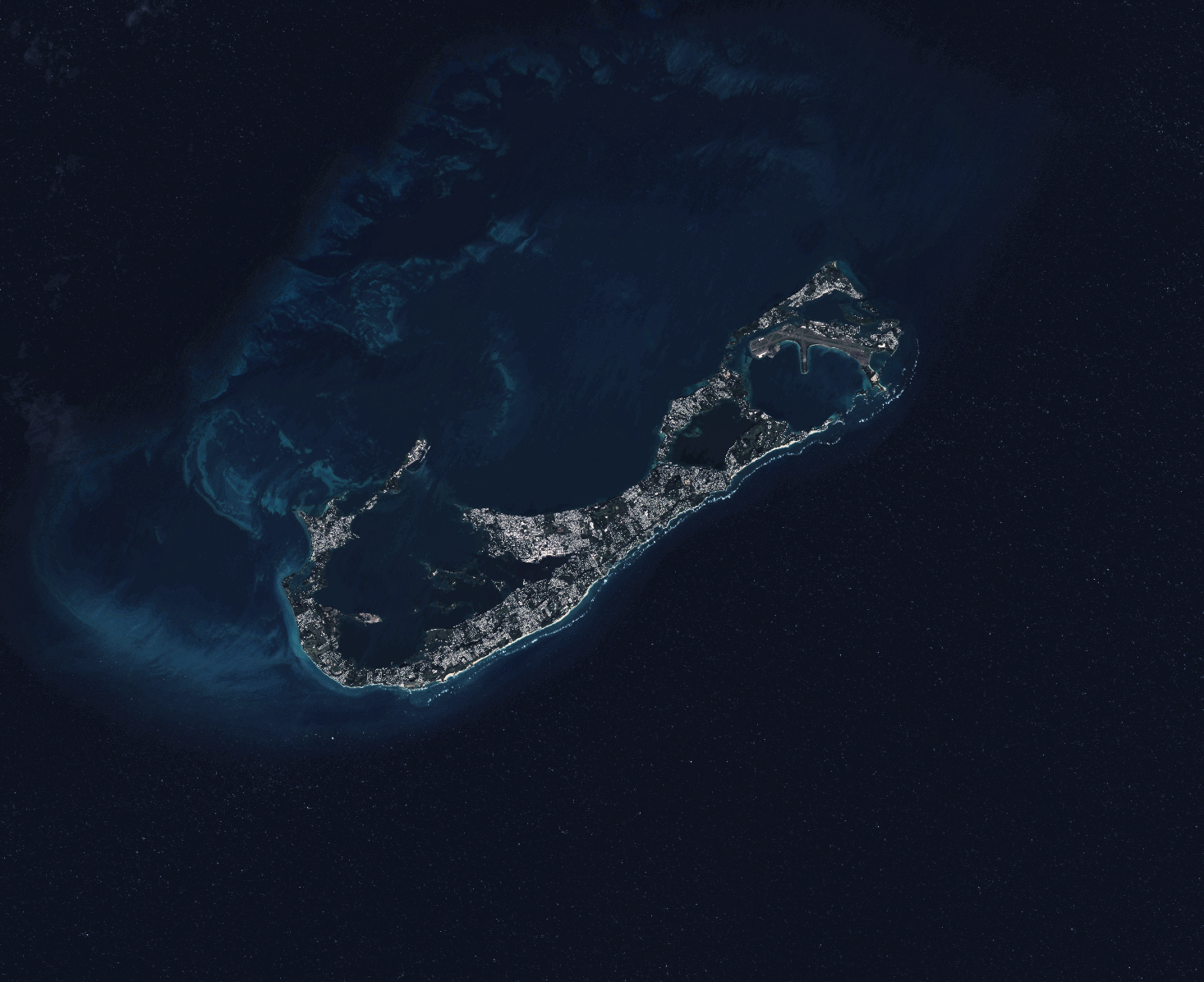
Satellitenfoto von Bermuda

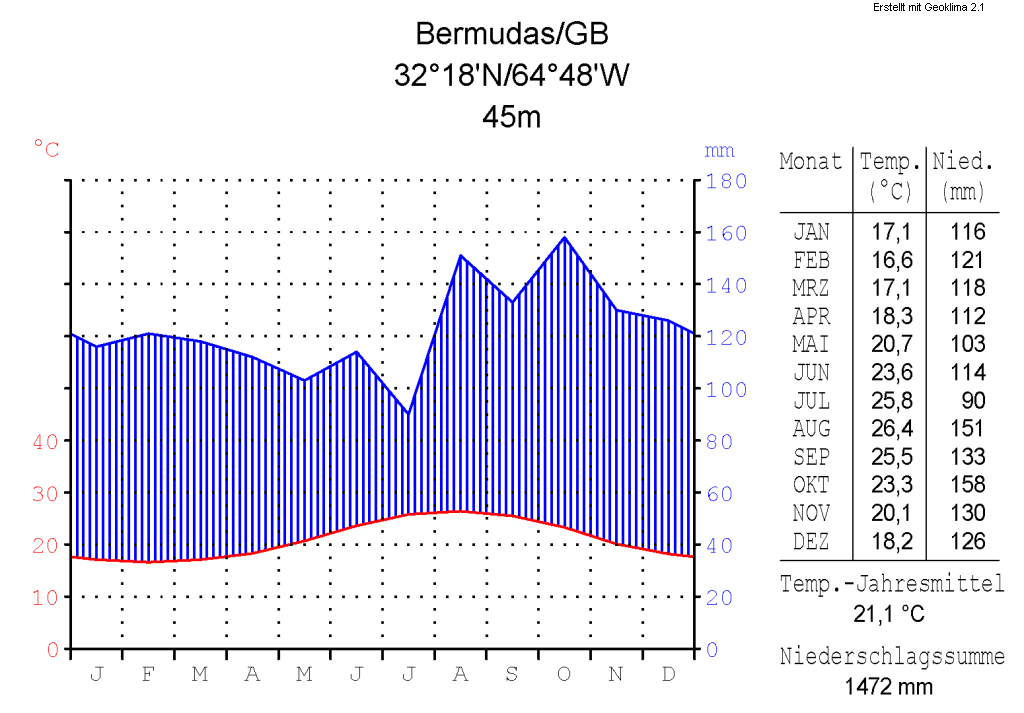
Klimadiagramm von Bermuda

Bermuda entstand auf einem vor etwa 30 Millionen Jahren erloschenen Vulkan; die Insel auf seiner Spitze liegt etwa 4500 m über dem Meeresgrund an der Wasseroberfläche. Unterhalb des Korallensockels findet sich daher vulkanisches Gestein. Der Korallensockel war während der Eiszeit und dem damit verbundenen Absinken des Meeresspiegels der Verwitterung ausgesetzt und weist in der Folge viele Höhlen auf, von denen nur ein geringer, über dem Wasser liegender Teil, erforscht und zugänglich ist.
Erst jüngst wurde anhand der Isotopenzusammensetzung des Vulkangesteins herausgefunden, dass der Vulkan ganz unüblich vermutlich aus einer Störung der Mantelübergangszone (400 bis 650 Kilometer Tiefe) gespeist wurde.
Die Inselgruppe besteht aus etwa 360 Koralleninseln, wovon nur etwa 20 bewohnt sind. Die Insel Grand Bermuda ist mit 39,3 km² mit Abstand die größte. Im Nordwesten grenzen Somerset Island und im Nordosten Saint George’s Island an die Hauptinsel.
Die höchste Erhebung des Landes ist der Town Hill mit 79 m. Auffallend sind die starke Zergliederung der Inseln und die zahlreichen Karsthöhlen. Die Insel ist von Korallenriffen umgeben. Es sind damit die nördlichsten tropischen Korallenriffe der Erde. Es gibt nur eine Stelle im östlichen Bermuda, an der große Kreuzfahrt- oder Containerschiffe die Riffe passieren können. Da Flüsse und Seen auf den Inseln fehlen, ist Süßwasser knapp und das Niederschlagswasser wird über die Dächer in Zisternen gesammelt.
Der kürzestmögliche Luftlinienabstand zu den Vereinigten Staaten (North Carolina) beträgt 1037 km (Cape Hatteras auf vorgelagerter Nehrung) bzw. 1067 km (Festland).

## Klima, Pflanzen- und Tierwelt

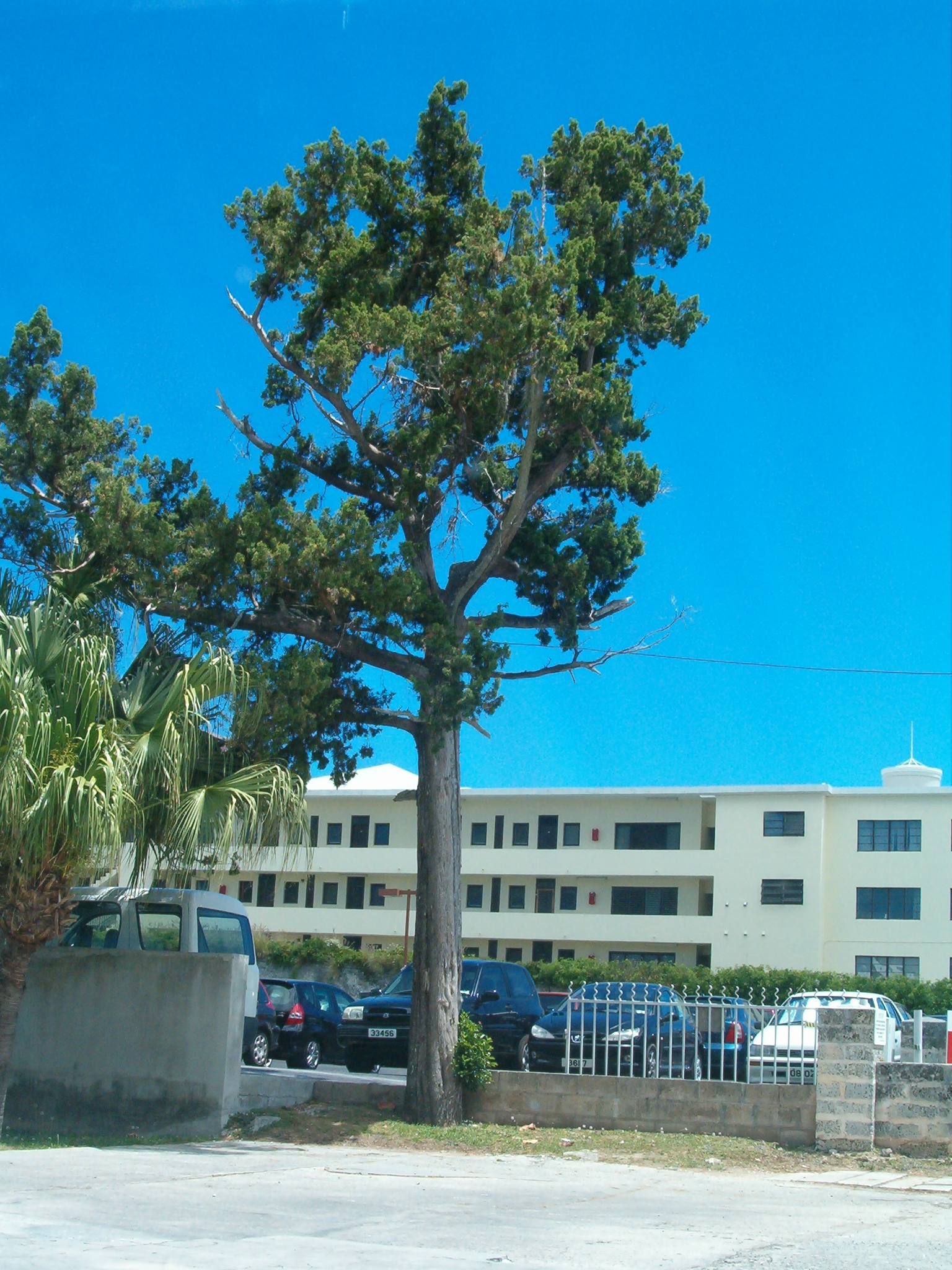
Bermuda-Wacholder

Das Klima auf den Bermudainseln ist tropisch/subtropisch feuchtwarm (nach Köppen/Geiger das nördlichste feuchtheiße Tropenwaldklima). Im Januar können auch Tiefsttemperaturen von 5° C auftreten. Im September kommt es häufig zu Hurrikanen.
Charakteristisch für die subtropische Vegetation sind Gummibäume, Salbei-Arten und der hier endemische Bermuda-Wacholder. An manchen Abschnitten der Küste wachsen auch Mangrovenbäume; bei den Beständen auf den Bermudas handelt es sich um die nördlichsten Mangrovenwälder im Atlantik.
Auf den Bermudainseln hat der fast ausgestorbene Bermudasturmvogel seine Brutstätten.
Auf Bermuda gibt es mehrere Nationalparks, sowohl über als auch unter Wasser.

## Bevölkerung

Demografische Entwicklung der Bermudas von 1960 bis 2017 (Zahlen in Tausend)

54 % der Bewohner sind afrikanischer Abstammung, 31 % sind Weiße (Stand 2010). Die schwarzen Einwohner sind Nachkommen afrikanischer Sklaven, die Weißen oftmals britischer Herkunft. 10 % der Einwohner sind portugiesischen Ursprungs, andere Untersuchungen geben bis zu 25 % Mischbevölkerung an. Der Zuzug fand vor allem in den letzten 200 Jahren statt, oftmals aus geographisch nahen Regionen wie den Azoren. Die Hauptstadt Hamilton hat nur rund 1000 Einwohner. Die Amts- und Umgangssprache ist das britische Englisch. Knapp die Hälfte der Bevölkerung gehört verschiedenen protestantischen Konfessionen an (etwa ein Drittel davon anglikanisch), 15 % sind katholisch.

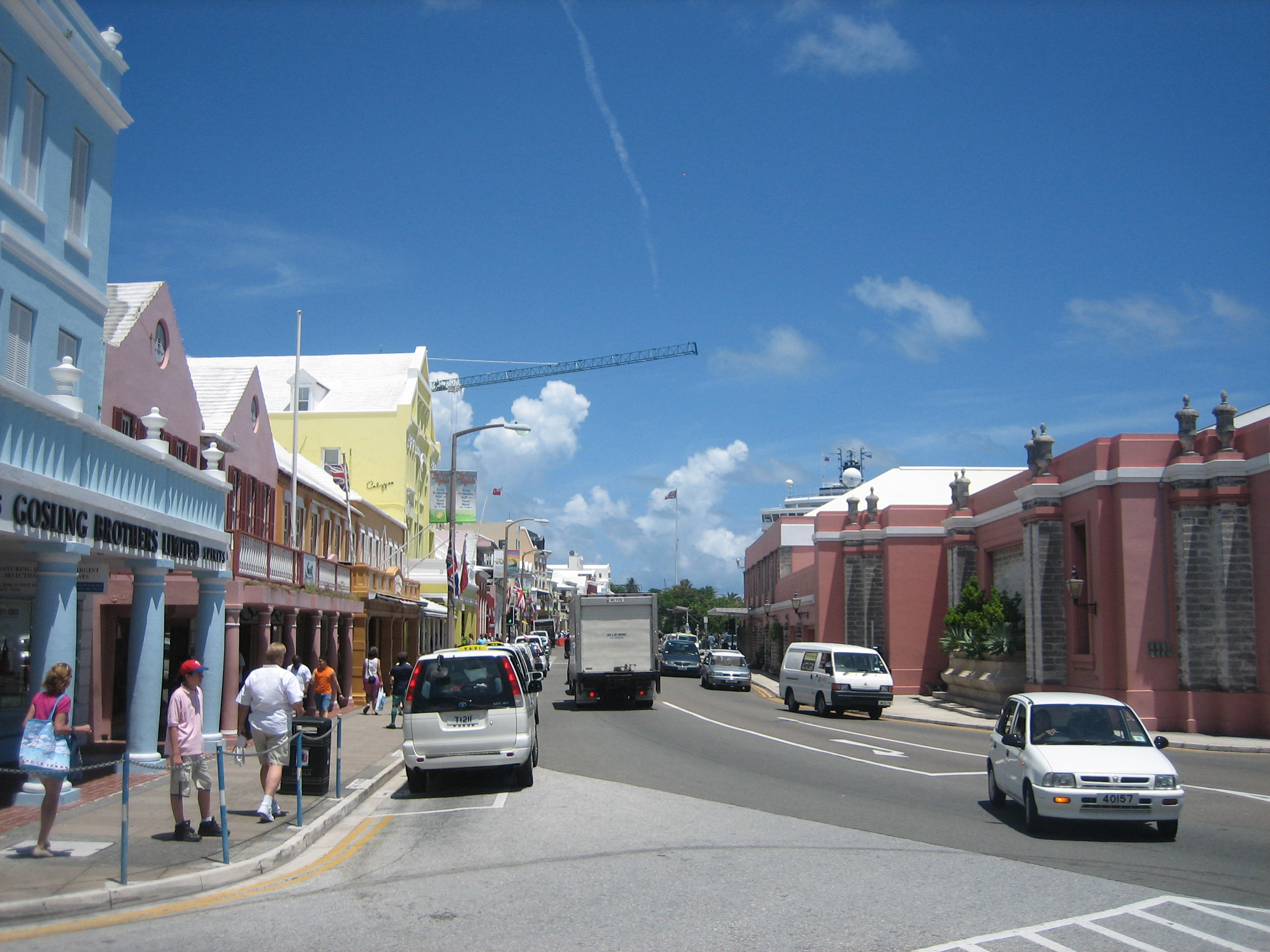
Straße in Hamilton

Vom 6. bis 17. Lebensjahr besteht allgemeine Schulpflicht. Viele Familien legen einen großen Teil ihres Geldes für die Schulgebühren einer teuren Privatschulbildung ihrer Kinder an. Es gibt fünf Privatschulen und zahlreiche öffentliche Schulen. Alle Schüler tragen Schuluniformen. Das Bermuda College vermittelt eine Hochschulbildung; zu einem Universitätsstudium gehen die Studenten in die USA, Kanada oder nach England.
Viele Einwohner Bermudas üben mehrere Berufe aus. Erst seit 1961 ist es der schwarzen Mehrheit erlaubt, neben Weißen im Bus, Kino oder Restaurant zu sitzen. Jedoch ist es nach wie vor so, dass die öffentlichen Schulen fast ausschließlich von Kindern und Jugendlichen afrikanischer Herkunft besucht werden.
Im Jahr 2020 betrug die Lebenserwartung bei Geburt für die Gesamtbevölkerung 81,7 Jahre (Frauen: 84,9 Jahre/Männer: 78,5 Jahre). Das mittlere Alter der Bevölkerung betrug 2020 43,6 Jahre, es wurden 2022 1,91 Kinder pro Frau geboren. Die Rate des Bevölkerungswachstums wurde für 2022 auf 0,39 % geschätzt.
Im Jahre 2017 waren 30,9 % der Bevölkerung nicht auf Bermuda geboren.

## Geschichte

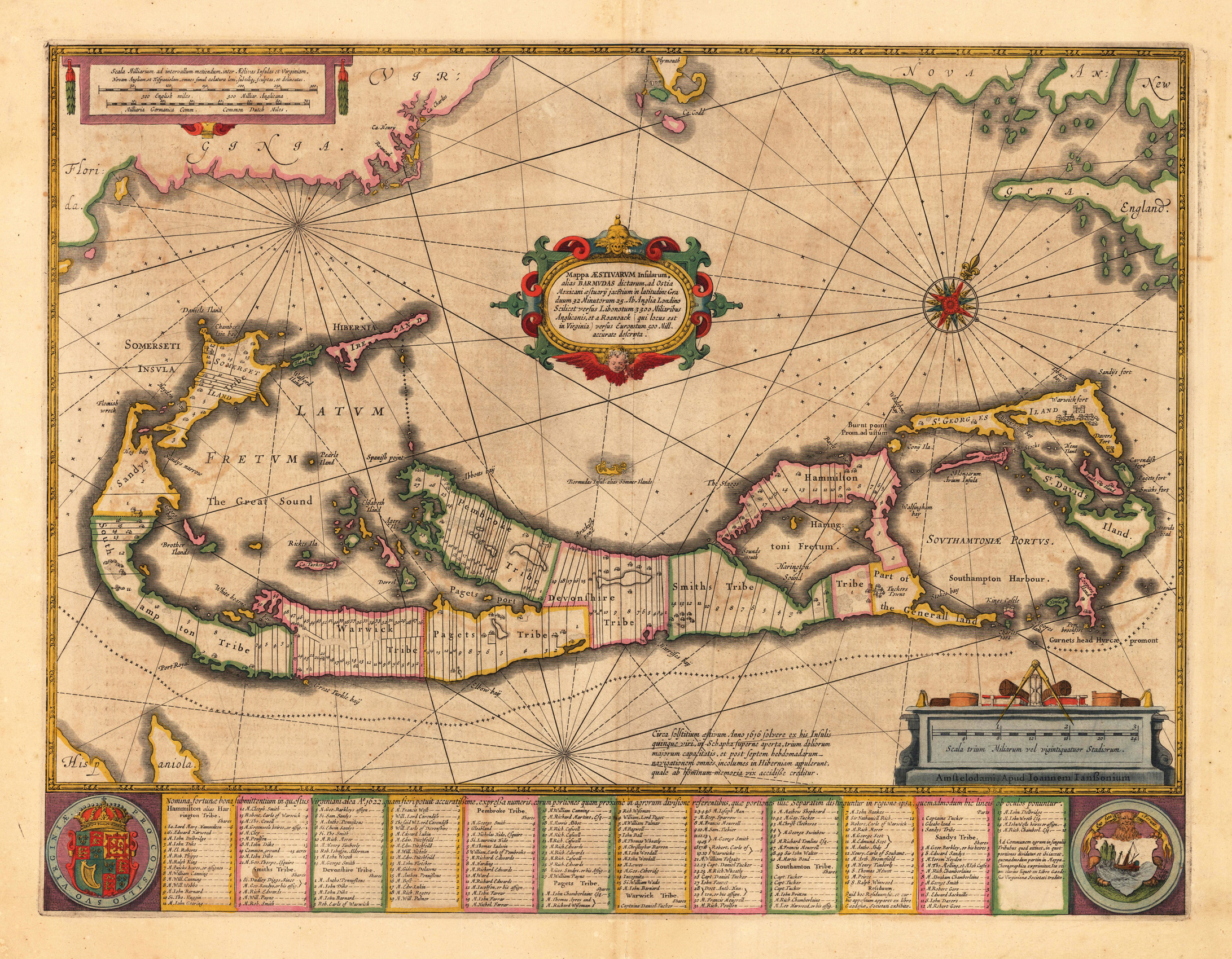
Bermuda ca. 1616

Bermuda wurde in den frühen 1500er von dem Spanier Juan de Bermúdez entdeckt, der aber wegen der gefährlichen Riffe, die die Insel umgeben, nicht an Land ging. Petrus Martyr von Anghiera veröffentlichte 1511 eine der ersten Landkarten, auf denen die Inselgruppe eingezeichnet ist. Sie trägt darauf den Namen la bermuda. Im gleichen Jahr erschienen auch spanische Karten, die die Bermudas zeigen. Spanische und portugiesische Schiffe liefen die noch unbesiedelten Bermudas an, um sich mit Trinkwasser und Fleisch zu versorgen. Die Korallenriffe, die Bermuda umgeben, und der Aberglaube, Teufel würden dort leben, hielten Seeleute meist von ihr fern. Die Schreie des Bermudasturmvogels hatten die abergläubischen Seemänner für Teufelsschreie gehalten.
Die ersten Siedler waren unfreiwillig englische Kolonisten auf dem Weg nach Virginia. In einem schweren Sturm geriet ihr Schiff Sea Venture am 28. Juli 1609 auf ein Riff der Bermudas. Die 150 Schiffbrüchigen waren gezwungen, an Land zu gehen. Die Gruppe unter der Führung von Sir George Somers verbrachte dort zehn Monate. Aus den Trümmern der Sea Venture und aus vor Ort vorgefundenem Holz bauten sie zwei kleinere Schiffe, mit denen sie die Fahrt nach Virginia fortsetzten. Ihre Berichte über die Insel erregten in England große Aufmerksamkeit, so dass Jakob I. die Befugnisse über die Inseln 1615 an die Bermuda Company übergab. 1612 wurde von etwa 60 britischen Kolonisten Saint George’s gegründet. Eine stellvertretende Regierung wurde 1620 eingesetzt, woraufhin Bermuda selbstständige Kolonie wurde. Aus dieser Zeit leitet sich die anglo-amerikanische Bezeichnung Somers Isles für die Bermudas ab.

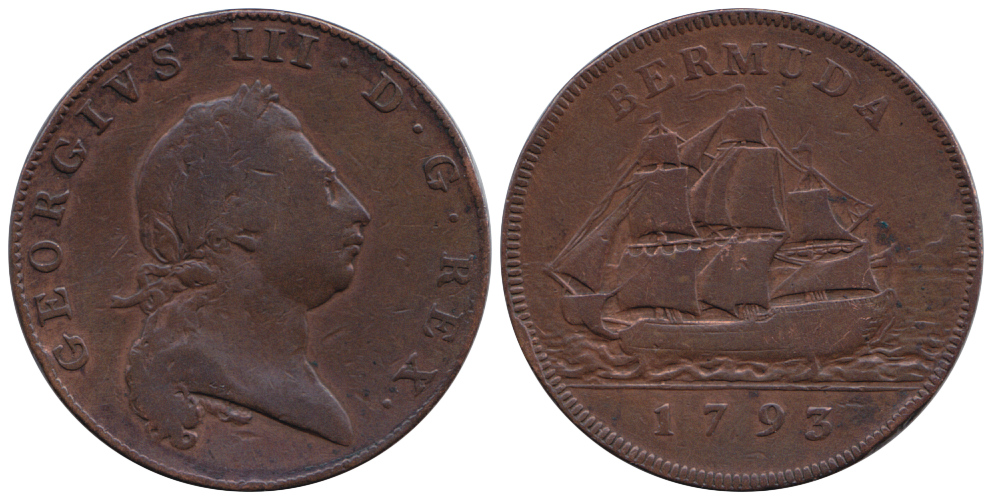
Penny Bermuda von 1793

Wegen der Abgeschiedenheit der Inseln konzentrierte sich ihre Wirtschaft zunächst auf Handel mit Salz und auf das für den Schiffbau gut geeignete Holz des Bermuda-Wacholders. Die 1790 gegründete, zentral gelegene Hafenstadt Hamilton wurde 1815 Hauptstadt.
Nach Beendigung des Amerikanischen Unabhängigkeitskrieges und der damit einhergehenden Anerkennung der Souveränität der Vereinigten Staaten von Amerika im Jahr 1783 hatte die Royal Navy keine Marinebasen mehr zwischen Neuschottland und dem spanischen Florida. In der Folge wurde Bermuda die wichtigste Basis der britischen Flotte in der westlichen Hemisphäre, bis Großbritannien den Royal Naval Dockyard, Bermuda, 1951 auf eine kleine Versorgungsbasis (Malabar) reduzierte.
Während des Zweiten Weltkriegs erlangte Bermuda Bedeutung für die USA. 1941 errichtete die US-Armee zwei feste Truppenstützpunkte, im Gegenzug bekamen die britischen Streitkräfte überschüssige Zerstörer der US-Marine (Zerstörer-für-Stützpunkte-Abkommen). 1943 fand dort die so genannte Bermuda-Konferenz statt. 1995 wurden die US-amerikanischen, kanadischen und britischen Stützpunkte geschlossen. Schon 1957 waren auch die britischen Armee-Einheiten zurückgezogen worden, mit Ausnahme des Bermuda Volunteer Rifle Corps (BVRC) und der Bermuda Militia Artillery (BMA), die 1965 zum Bermuda Regiment verschmolzen wurden.
Bermuda entwickelte sich nach dem Zweiten Weltkrieg wirtschaftlich zu einer erfolgreichen Steueroase. Seit 1946 steht das Territorium auf der UN-Liste der Hoheitsgebiete ohne Selbstregierung. 1968 erhielt es eine Verfassung, was das Streben eines Teils der Bürger nach Unabhängigkeit bestärkte. Doch beim Referendum am 16. August 1995 wurde dieses Begehren von einer großen Mehrheit abgelehnt: 74 % der Wähler stimmten gegen die Unabhängigkeit.

## Politik

### Verfassung
Bermuda ist ein Überseegebiet des Vereinigten Königreichs. Das politische System orientiert sich am Westminster-System. Staatsoberhaupt ist König Charles III., der durch einen von ihm ernannten Gouverneur vertreten wird.
Bermuda verfügt über ein gewähltes Abgeordnetenhaus und einen Senat (11 Mitglieder), dessen Mitglieder vom Gouverneur ernannt werden. Der Mehrheitsführer im Abgeordnetenhaus wird vom Gouverneur zum Premier berufen und mit der Bildung einer Regierung beauftragt. Diese Regierung (Kabinett) setzt sich aus dem Premier und den Ministern zusammen. Sie ist gegenüber dem Parlament verantwortlich. Derzeitiger Premier ist E. David Burt (Progressive Labour Party), der im Juli 2017 Michael Dunkley ablöste.
Das Gebiet ist weitgehend autonom, nur wenige Bereiche – insbesondere die Außen- und Verteidigungspolitik – werden direkt von der Regierung in London entschieden. Das 1620 gegründete Parlament von Bermuda ist das fünftälteste der Welt und das einzige, das in diesem Zeitraum ununterbrochen existiert hat.

### Militär

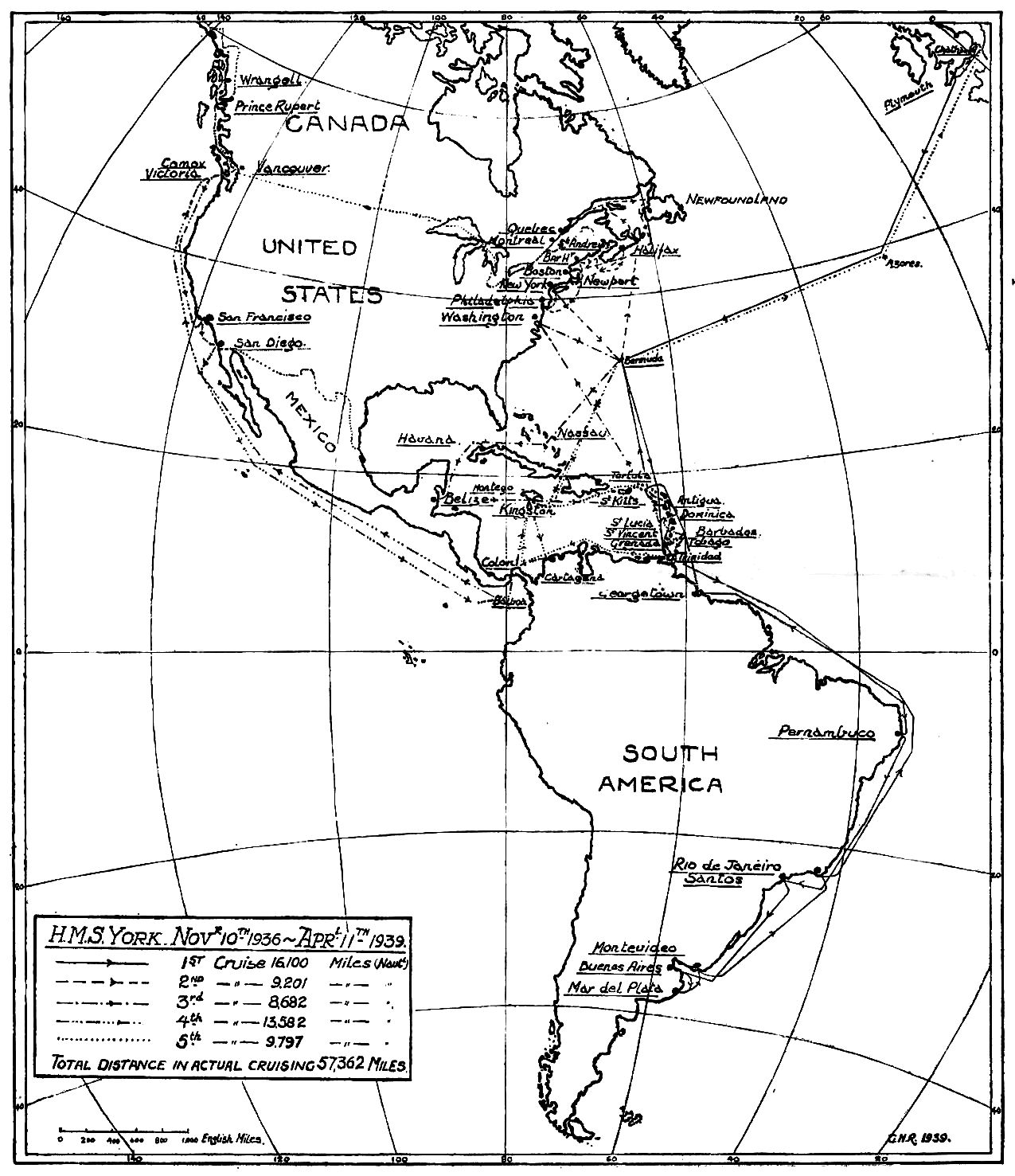
Karte der Kreuzfahrten der auf den Bermudas stationierten HMS York auf der America and West Indies Station der Royal Navy, 1936–1939

Als ehemalige kaiserliche Festungskolonie, die einst als „Gibraltar des Westens“ und „Festung Bermuda“ bekannt war, Bermuda war bis zum Kalten Krieg der wichtigste britische Marine- und Militärstützpunkt in der westlichen Hemisphäre, und liegt die Verteidigung Bermudas als Teil des britischen souveränen Staates in der Verantwortung der britischen Regierung.
Das reguläre Militärpersonal wurde 1957 aus der Bermuda-Garnison abgezogen, sodass nur noch Reservisten übrig blieben, und der Stützpunkt der Royal Navy, HMS Malabar, wurde 1995 am Ende des Kalten Krieges geschlossen. Gleichzeitig wurden die Stützpunkte der United States Navy und der Royal Canadian Navy geschlossen. Bermuda unterhält derzeit eine bewaffnete Einheit, das Royal Bermuda Regiment, in der Stärke von etwa 420 Männern und Frauen.

### Verwaltungsgliederung
Bermuda ist verwaltungstechnisch in neun Parishes und zwei Municipalities untergliedert:

Parishes und Gemeinden von Bermuda

| Nr. | Parish (1–9) Municipality (A–B) | Hauptort     | Fläche km² | Bevölkerung 2016 | Bev.- dichte |
| --- | ------------------------------- | ------------ | ---------- | ---------------- | ------------ |
| 1   | Sandys Parish                   | Somerset     | 5,83       | 6.983            | 1.198        |
| 2   | Southampton Parish              | Cedarhurst   | 6,11       | 6.421            | 1.051        |
| 3   | Warwick Parish                  | Granaway     | 5,70       | 9.002            | 1.579        |
| 4   | Paget Parish                    | Cliff Lodge  | 5,26       | 5.899            | 1.122        |
| 5   | Pembroke Parish                 | Hamilton     | 4,71       | 10.306           | 2.188        |
| 6   | Devonshire Parish               | Aeloia       | 4,95       | 7.087            | 1.432        |
| 7   | Smith’s Parish                  | The Flatts   | 4,92       | 5.984            | 1.216        |
| 8   | Hamilton Parish                 | Radnor       | 5,26       | 5.584            | 1.062        |
| 9   | St. George’s Parish             | St. George’s | 8,73       | 4.132            | 473          |
| A   | Hamilton                        |              | 0,73       | 854              | 1.170        |
| B   | St. George’s                    |              | 1,37       | 1.527            | 1.115        |
|     | Bermuda                         | Hamilton     | 53,57      | 63.779           | 1.191        |

## Wirtschaft

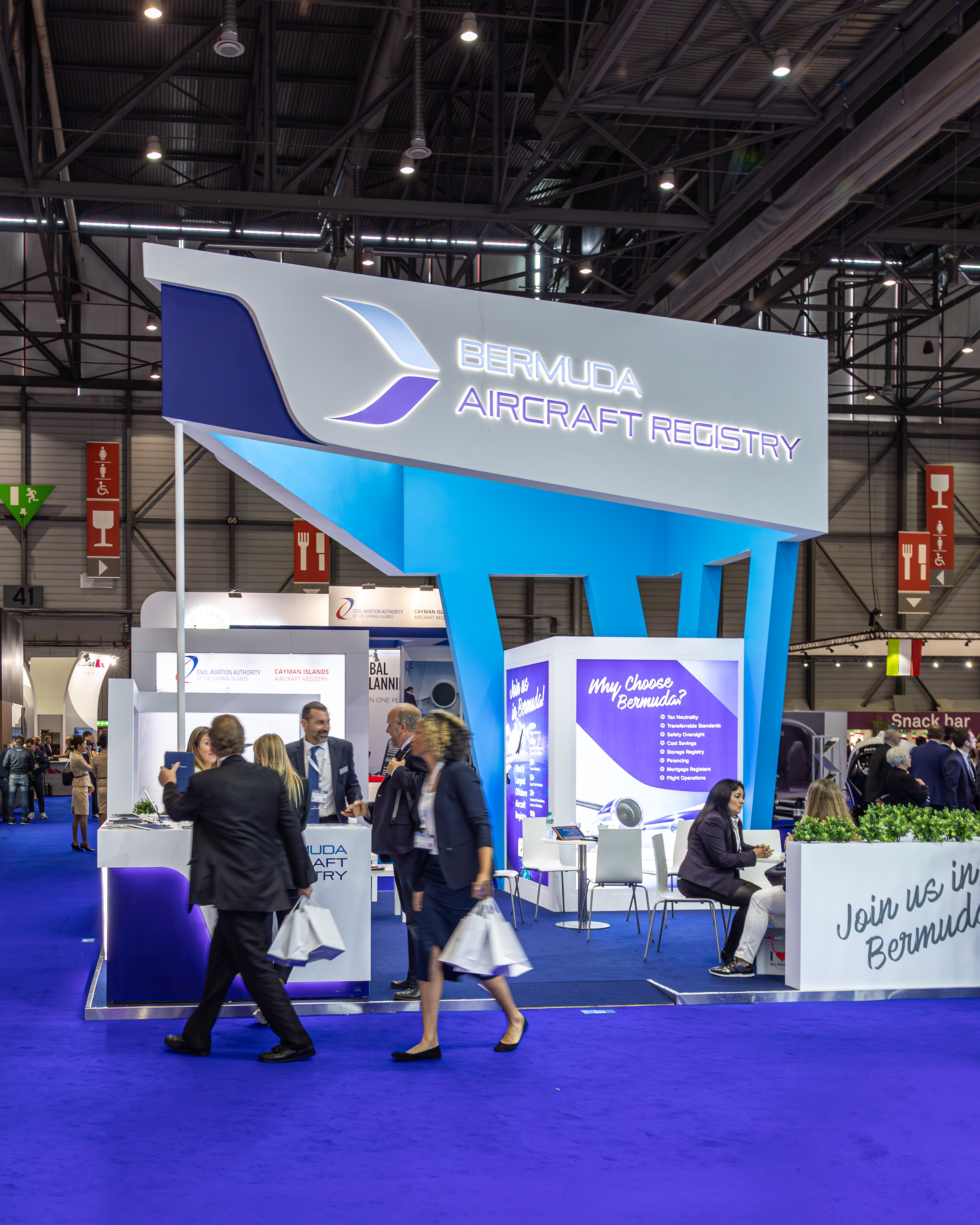
Messestand der Luftfahrtbehörde Bermudas bewirbt die Ausflaggung von Geschäftsflugzeugen

Da Bermuda eine Steueroase mit niedrigen Steuersätzen ist, siedelten sich dort zahlreiche Kreditinstitute und Versicherungen an. Bermuda gilt als drittgrößtes Zentrum für Rückversicherungen (beispielsweise Everest Re Group, PartnerRe und Qatar Re) im Wettbewerb mit London und New York. Zu den international tätigen Konzernen, die im Verlaufe der Jahrzehnte ihren Sitz dorthin verlegt haben, zählen der Spirituosenhersteller Bacardi und die größte Öltankerreederei der Welt, Frontline. In einer Rangliste der wichtigsten Finanzzentren weltweit belegte Bermuda den 36. Platz (Stand: 2018). Die Wertpapierbörse des Landes ist bekannt als Bermuda Stock Exchange. Das Bruttoinlandsprodukt pro Kopf lag 2013 bei etwa 85.700 US-Dollar und war damit eines der höchsten weltweit. Mit dem Abzug einiger Unternehmen aus Bermuda und dem Sinken der ausländischen Direktinvestitionen geriet die Wirtschaft allerdings in eine mehrere Jahre anhaltende Rezession. Das nach einer geänderten Methode ermittelte nominale Bruttoinlandsprodukt Bermudas lag 2017 bei etwa 7,14 Mrd. US-Dollar.
Im Zuge der Diskussion über Maßnahmen gegen Steueroasen im Rahmen der G-20-Gipfeltreffen setzte ab 2008 ein massiver Wegzug internationaler Konzerne von Bermuda ein. Innerhalb weniger Monate verlegten bis Anfang September 2009 mit Accenture, ACE Limited, Cooper Industries, Covidien, Foster Wheeler, Ingersoll Rand, Tyco Electronics, Tyco International und Weatherford International allein bei börsennotierten Konzernen neun der einst zwölf umsatzstärksten Unternehmen in Bermuda ihren Sitz in andere Länder.
Am 28. Januar 2016 legte die EU-Kommission ein Maßnahmenpaket zur Bekämpfung von Steuerflucht vor, bei dem unter anderem Bermuda auf der schwarzen Liste der Steueroasen auftaucht.
 Ein wichtiger Wirtschaftszweig ist der Tourismus. Im Jahr 2016 lag der direkte Beitrag des Tourismussektors zum BIP Bermudas bei 4,5 %; der Gesamtbeitrag, der auch die Auswirkungen des Tourismus auf andere Wirtschaftszweige berücksichtigt, lag im selben Jahr bei 13,9 % der gesamten Wirtschaftsleistung. Die Touristen kommen zu über 80 % aus den USA, zunehmend aber auch aus Westeuropa. Ein Teil der Staatseinnahmen stammte früher aus der Verpachtung eines Gebietes um den Flughafen als Militärstützpunkt an die USA.
Das subtropische Klima ermöglicht intensive Landwirtschaft. Angebaut werden vor allem Südfrüchte, Kartoffeln, Gemüse, Tabak und Blumen (vor allem Lilien). Der Fischfang deckt gerade den eigenen Bedarf. Abgesehen von dem als Baustoff genutzten Kalk sind keine Bodenschätze vorhanden. Kleine Industriebetriebe verarbeiten Duftstoffe und stellen pharmazeutische und kosmetische Produkte her.
Ausgeführt werden hauptsächlich Südfrüchte, Gemüse, Blumen, Pflanzenextrakte sowie kosmetische und pharmazeutische Erzeugnisse. Nahrungsmittel aller Art, Erdölprodukte und Kraftfahrzeuge müssen eingeführt werden. Auf Bermuda fahren kaum große Autos; zum einen mangelt es an Strecken, zum anderen sind sie durch eine 100%ige Besteuerung äußerst teuer. Die Währung der Bermudas ist der Bermuda-Dollar (BMD), der im Verhältnis 1:1 zum US-Dollar (USD) umgerechnet wird. Der US-Dollar ist auf den Bermudas als Zahlungsmittel ebenfalls üblich und anerkannt. Bermuda kann eigene Anleihen herausgeben. Die Staatsanleihen von Bermuda werden von der Ratingagentur Standard & Poor’s mit der Note A+ bewertet (Stand 2022).
Die Einwohner von Bermuda genießen einen hohen Lebensstandard, jedoch sind die Lebenshaltungskosten sehr hoch. Es gibt praktisch keine Arbeitslosigkeit. Über 80 % des Staatshaushalts werden für Sozialleistungen und Bildung ausgegeben. Es gibt keine Mehrwertsteuer, dafür aber hohe Zölle. Eine Einkommensteuer gibt es nicht, lediglich eine Lohnsteuer (Payroll Tax). Sie fällt sowohl für Arbeitnehmer als auch für Arbeitgeber in unterschiedlicher Höhe an und ist progressiv ausgestaltet. Für Arbeitnehmer liegt der Steuersatz zwischen 4 % und 8,75 %. Arbeitgeber zahlen zwischen 0 und 10,25 %, je nach Größe und Branche des Betriebs. Privat eingeführte Waren werden mit 25 % (außer auf die ersten 100 Dollar) besteuert.

## Infrastruktur
Mit dem amerikanischen Festland und mit London ist Bermudas Flughafen L.F. Wade International Airport durch mehrere Linienflugdienste verbunden. Charterfluglinien verbinden die Inseln mit Europa. Auf den Inseln selbst verkehren staatliche Busse in zeitlich dichter Folge. Die großen Inseln sind durch Dämme und Brücken miteinander verbunden. Hamilton fungiert als Heimathafen zahlreicher Kreuzfahrtschiffe und Luxusyachten. Von 1931 bis 1948 verkehrte auf der Insel die Bermuda Railway. Das Stromnetz der Bermudas gleicht dem der USA. Das gilt sowohl für die Spannung, 110 V, als auch für die Steckdosen und Stecker der Endgeräte.
Pro Grundstück ist auf den Inseln nur ein Auto zugelassen. Touristen können zwischen Fahrrad, Bus, Taxi, Pferdedroschke und Motorroller (Nationalvehikel der Bermudainseln) wählen – es gibt keine kommerzielle Autovermietung. Auf Bermuda herrscht Linksverkehr mit einem generellen Tempolimit von 35 Kilometern pro Stunde für Autos wie für Motorroller.

## Lebensstil

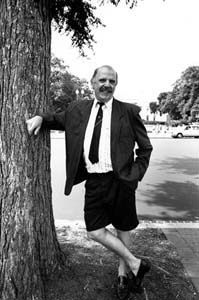
Bermuda-Shorts mit Sakko und Krawatte

Auf den Bermudainseln wird britische Tradition gepflegt. Dies zeigt sich zum Beispiel bei zahlreichen Militärparaden, bei den Ausgehuniformen, bei der „Old-England“-Kulisse der Ortschaften und auch in der Küche. Bermudischer Nationalfeiertag ist der 24. Mai.
Bermuda-Shorts, die ihren Namen von der Insel haben, gehören hier zur Alltagskleidung. Selbst bei Geschäftsleuten werden sie zusammen mit Kniesocken, Hemd und Krawatte getragen.

## Kultur
Zu den Malern, die auf der Insel arbeiteten, zählte 1917 der Franzose Albert Gleizes.

## Sport
Seit 1906 gibt es das Bermuda Race, eine 647 Seemeilen lange Hochseeregatta vom Brenton Reef bei Newport (Rhode Island) nach Hamilton, erweitert 1964 durch die Segelregattaserie Onion Patch. Im Juni 2017 wurde der America’s Cup in Bermuda ausgetragen. Die Sportarten Rugby und Cricket sind aufgrund der Historie ebenfalls populär.
Cricket ist der beliebteste Sport auf Bermuda und gilt als Nationalsport. Im Gegensatz zu den meisten britischen Überseegebieten der Westindischen Inseln stellt Bermuda keine Spieler für das West Indies Cricket Team und verfügt stattdessen über seine eigene Nationalmannschaft. Die Cricket-Nationalmannschaft nahm am Cricket World Cup 2007 teil.
Special Olympics Bermuda nahm mehrmals an Special Olympics Weltspielen teil.

## Persönlichkeiten
- Dennistoun Burney (1888–1968), Marineoffizier, Ingenieur, Unternehmer und Politiker
- Lance Hayward (1916–1991), Jazzpianist
- Earl Cameron (1917–2020), Schauspieler
- Diana Dill (1923–2015), Schauspielerin
- Heather Nova (* 1967), Musikerin, Sängerin und Dichterin
- Kenneth Amis (* 1970), Tubist
- Shaun Goater (* 1970), Fußballspieler
- Lena Headey (* 1973), Schauspielerin
- Collie Buddz (* 1981), Dancehall- und Reggae-Künstler
- Flora Duffy (* 1987), Triathletin
- Nahki Wells (* 1990), Fußballspieler